# Bethel (Carolina del Nord)
Bethel és una població dels Estats Units a l'estat de Carolina del Nord. Segons el cens del 2008 tenia 1.743 habitants.

## Demografia
Segons el cens del 2000, Bethel tenia 1.681 habitants, 651 habitatges i 449 famílies. La densitat de població era de 618,1 habitants per km².
Dels 651 habitatges en un 28,6% hi vivien nens de menys de 18 anys, en un 43,9% hi vivien parelles casades, en un 22% dones solteres, i en un 30,9% no eren unitats familiars. En el 28,9% dels habitatges hi vivien persones soles el 16,1% de les quals corresponia a persones de 65 anys o més que vivien soles. El nombre mitjà de persones vivint en cada habitatge era de 2,57 i el nombre mitjà de persones que vivien en cada família era de 3,15.
Per edats la població es repartia de la següent manera: un 26,1% tenia menys de 18 anys, un 7,9% entre 18 i 24, un 23,1% entre 25 i 44, un 24,4% de 45 a 60 i un 18,4% 65 anys o més.
L'edat mediana era de 40 anys. Per cada 100 dones de 18 o més anys hi havia 71,3 homes.
La renda mediana per habitatge era de 25.326 $ i la renda mediana per família de 35.278 $. Els homes tenien una renda mediana de 25.982 $ mentre que les dones 20.313 $. La renda per capita de la població era de 15.219 $. Entorn del 18,5% de les famílies i el 22,4% de la població estaven per davall del llindar de pobresa.

## Poblacions més properes
El següent diagrama mostra les poblacions més properes.